# Grindel SO
| SO ist das Kürzel für den Kanton Solothurn in der Schweiz. Es wird verwendet, um Verwechslungen mit anderen Einträgen des Namens Grindel zu vermeiden. |

Grindel (in der Ortsmundart Gringel [grɪŋl]) ist eine Einwohnergemeinde im Bezirk Thierstein des Schweizer Kantons Solothurn. Das französische Exonym ist Grandelle.

## Geographie
Grindel liegt auf 577 m ü. M., 4,5 km südlich der Stadt Laufen (Luftlinie). Das Bauerndorf erstreckt sich auf einem Sattel zwischen zwei nach Norden zur Birs fliessenden Bächen, im Faltenjura am Nordfuss der Fringelikette, im Schwarzbubenland.
Die Fläche des 3,1 km² grossen Gemeindegebiets umfasst einen Abschnitt des nördlichen Juras. Der zentrale Gemeindeteil wird vom östlichen Abschnitt der Talmulde Bärschwil-Grindel eingenommen. Diese Talmulde stellt eigentlich eine stark erodierte Antiklinale der Vorbourg-Falte dar. Noch zum grossen Teil erhalten ist der aus hartem Kalkstein bestehende südliche Schenkel dieser Antiklinale, nämlich die Fringelikette, auf deren Hauptkamm die südliche Gemeindegrenze verläuft. Sie trennt den Talkessel von Grindel vom Delsberger Becken und erreicht auf dem Stierenberg mit 921 m ü. M. den höchsten Punkt von Grindel. Der nördliche Schenkel der Antiklinale ist anhand des Nettenbergs respektive Rüdlibergs (703 m ü. M.) und des Hesliberges erkennbar. Der Wahlenbach, welcher in der Nähe von Grindel entspringt, durchbricht diese Kette in einem klusartigen Tal. Die weichen Ton- und Mergelschichten der Antiklinale wurden im Lauf der Zeit weitgehend erodiert, weswegen sich die Talmulde Bärschwil-Grindel gebildet hat. Im Nordosten erstreckt sich der Gemeindeboden bis zur Baflue, einer Felskrete am Südrand des Laufener Beckens. Von der Gemeindefläche entfielen 2014 7 % auf Siedlungen, 49 % auf Wald und Gehölze, 43 % auf Landwirtschaft und etwas weniger als 1 % auf unproduktives Land.
Zu Grindel gehören die Streusiedlung Horlangen (570 m ü. M.) am Nordhang des Hesliberges sowie einige Einzelhöfe. Nachbargemeinden von Grindel sind Büsserach, Erschwil und Bärschwil im Kanton Solothurn, Montsevelier im Kanton Jura sowie Laufen und Wahlen im Kanton Basel-Landschaft.

## Bevölkerung
Mit 517 Einwohnern (Stand 31. Dezember 2023) gehört Grindel zu den kleineren Gemeinden des Kantons Solothurn. Von den Bewohnern sind 98,0 % deutschsprachig, 0,8 % französischsprachig, und 0,2 % sprechen Italienisch (Stand 2000). Die Bevölkerungszahl von Grindel belief sich 1850 auf 327 Einwohner, 1900 auf 267 Einwohner. Im Verlauf des 20. Jahrhunderts stieg die Bevölkerungszahl bis 1950 kontinuierlich auf 496 Personen an. Danach erfolgte bis 1990 (439 Einwohner) ein Bevölkerungsrückgang, bevor wieder ein deutlicher Zuwachs verzeichnet wurde.

## Wirtschaft
Grindel war bis in die zweite Hälfte des 20. Jahrhunderts ein vorwiegend durch die Landwirtschaft geprägtes Dorf. Noch heute haben die Milchwirtschaft und die Viehzucht sowie der Obstbau (überwiegend Kirschbäume) einen wichtigen Stellenwert in der Erwerbsstruktur der Bevölkerung. Einige weitere Arbeitsplätze sind im lokalen Kleingewerbe und im Dienstleistungssektor vorhanden, unter anderem in Betrieben des Baugewerbes, der Elektronik und in einer Autowerkstatt. In den letzten Jahrzehnten hat sich das Dorf auch zu einer Wohngemeinde entwickelt. Viele Erwerbstätige sind deshalb Wegpendler, die hauptsächlich in Laufen und Breitenbach sowie in der Agglomeration Basel arbeiten.

## Verkehr
Die Gemeinde liegt abseits der grösseren Durchgangsachsen, die Hauptzufahrt erfolgt von Laufen. Durch einen Postautokurs, welcher die Strecke von Laufen nach Bärschwil bedient, ist Grindel an das Netz des öffentlichen Verkehrs angebunden. Grindel ist am Tarifverbund Nordwestschweiz beteiligt.

## Geschichte

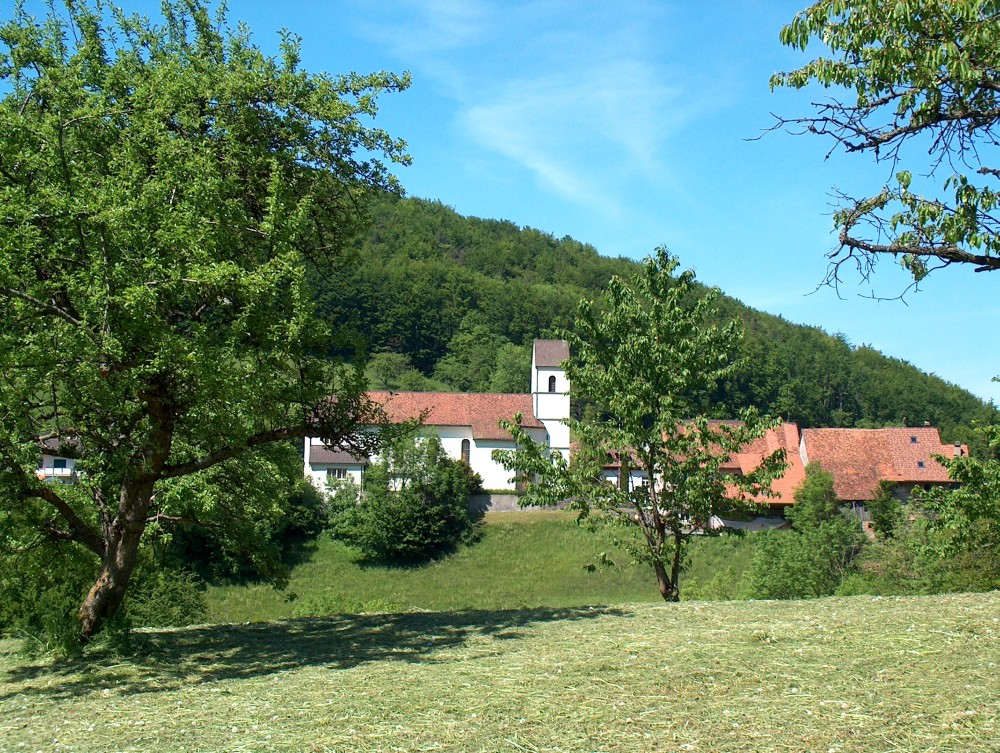
Kirche von Grindel

Die erste schriftliche Erwähnung von Grindel findet sich in einer Urkunde von Papst Eugen III. aus dem Jahre 1147 als Crindil. Spätere Schreibungen sind Grindil (1152), Grindel (1372/76) und Gringel (1660). Es handelt sich um einen sekundären Ortsnamen, der auf das althochdeutsche Wort grintil, grindil «Riegel, Stange, Querbalken, Sperre» zurückgeht; der Ortsname bedeutet damit «beim Riegel».
Die Gegend des heutigen Grindel war womöglich schon zur Römerzeit besiedelt, wie Reste von Befestigungsanlagen auf den Bafluefelsen und dem Stürmenchopf, zwei nahegelegenen Erhebungen, vermuten lassen, die jedoch zeitlich bislang nicht klar zugeordnet werden konnten.
Seit dem Mittelalter war das Benediktinerkloster Beinwil reich begütert im Dorf und besass die Hälfte der Kapelle. Die weltliche Herrschaft wurde von den Grafen von Thierstein ausgeübt. Nachdem das Geschlecht der Thiersteiner erloschen war, gelangte Grindel 1522 an Solothurn und wurde der Vogtei Thierstein zugeordnet. Nach dem Zusammenbruch des Ancien Régime (1798) gehörte das Dorf während der Helvetik zum Distrikt Dornach und ab 1803 zum Bezirk Thierstein.
Im Jahre 1819 wanderten über 40 Personen nach Nova Friburgo, Brasilien, aus.
Die frühere Kapelle zu Grindel wurde in den Jahren von 1861 bis 1863 zu einer Kirche umgebaut. Aufgrund der Urkunde von Bischof Eugenius Lachat, Bischof von Basel, mit Datum 7. März 1864, wurde aus Grindel eine eigenständige Pfarrgemeinde (seit 1619 war es als «Filiale» Bärschwil zugehörig).

## Sehenswürdigkeiten
Die katholische Kirche Sankt Stephan geht ursprünglich auf einen mittelalterlichen Bau zurück. Der Turm der heutigen Kirche stammt von 1702, während das Schiff 1861–1863 durch einen Neubau ersetzt wurde. Im alten Ortskern sind einige charakteristische Bauernhäuser aus dem 16. bis 19. Jahrhundert erhalten.
Stierenberg-Sömmerungsweide und Stierenbergfelsen (921 m ü. M.) mit Ausblick zum Schwarzwald und zu den Vogesen. «Zwärgehöli» auf dem Stierenberg und «Looberghöli» westlich des Stierenbergs.

## Wappen
Für die Eidgenössische Landesausstellung in Zürich im Jahre 1939 befand der damalige Regierungsrat sinngemäss: «Dass jede Gemeinde der Schweiz mit einem geeigneten Gemeindewappen vertreten sein solle». Das Staatsarchiv Solothurn erstellte daraufhin einen Entwurf. Da Grindel oder Grandel so viel wie Gatter, Pflugbaum und Schlagbaum bedeutet, wurde das Wappen laut diesen Anhaltspunkten erstellt. In der Vergangenheit wurde dann die Tanne auf dem Wappen immer wieder falsch dargestellt. Aus diesem Grund wollte der Gemeinderat im Jahre 1994 Klarheit und fragte beim Staatsarchiv nach. Dieses gab folgenden Bescheid: «Wir haben in Sachen Gemeindewappen Grindel eingehend recherchiert.» Die Antwort auf die Anfrage lautete: «Dr. Konrad Glutz von Blotzheim hat im Jahre 1939 insofern einen Fehler begangen, als er für die erste Auflage die Skizze betreffend das Wappen der Gemeinde Grindel stilisierte. Die ‹Schärm›-Tanne bekam so beidseitig vier Äste, entgegen der Vorlage, die von der Gemeindeversammlung anno 1939 angenommen worden ist. Wir bitten Sie höflich diese Angelegenheit entschuldigen zu wollen und versichern Ihnen, die entsprechende Korrektur in unseren Archivalien vorgenommen zu haben.»  Somit definiert sich das offizielle Wappen der Gemeinde Grindel gemäss offiziellem Gemeindeversammlungsbeschluss vom 1. April 1939 wie folgt:
Blasonierung
In Rot auf grünem Plan eine grüne  schwarzbestammte «Schärm»-Tanne, rechts 4 Äste, links 5 Äste, mit schwarzem Stamm vor schwarzem Haag.

## Persönlichkeiten
Aus Grindel stammt der Schweizer Flugpionier Theodor Borrer.